# Liste der Bürgermeister von München
Seit 1818 hat bzw. hatte die bayerische Landeshauptstadt München 39 Bürgermeister.
Davon waren fünfzehn Erster Bürgermeister bzw. Oberbürgermeister, 24 Zweiter Bürgermeister und acht Dritter Bürgermeister.
Bis 1818 hatte die Stadt München zeitgleich bis zu 16 Bürgermeister, von denen im monatlichen Wechsel jeweils zwei gemeinsam amtierten. Mit der Verordnung über die Verfassung und Verwaltung der Gemeinden im Königreich Baiern von 1818 wurden zwei Bürgermeister, von denen mindestens einer ein rechtskundiger Bürgermeister sein sollte, an die Spitze des Münchner Magistrats gesetzt, wobei der Erste Bürgermeister als Stadtoberhaupt fungierte. Der Oberbürgermeister von München ist in Personalunion auch der Behördenleiter der Stadtverwaltung.
Wie bereits in den 1940er Jahren hat München seit 1960 einen Dritten Bürgermeister.

## Die aktuellen Münchner Bürgermeister
| Oberbürgermeister      | Dieter Reiter  | SPD   | seit 1. Mai 2014      |
| Zweiter Bürgermeister  | Dominik Krause | Grüne | seit 25. Oktober 2023 |
| Dritte Bürgermeisterin | Verena Dietl   | SPD   | seit 4. Mai 2020      |

## Bürgermeister (vor 1818, unvollständig)
- Jörg Kazmair (1397–1417)
- Sigmund von Häffner
- Christoph von Schrenck-Notzing (1595)
- Franz Seraph Carl von Barth
- Friedrich Ligsalz
- Friedrich Alois Hörl
- Philipp Joseph Pirchinger
- Joseph Dominik Reindl
- Johann Felix Ossinger (1690–1709)
- Max Joseph von Vacchiery
- Ferdinand Joseph Anton Ligsalz
- Franz Anton von Ossinger
- Max Franz Erasmus Ridler
- Benno Ferdinand von Reindl
- Johann Anton von Barbier
- Karl Anton von Barth
- Erasmus Georg Franz von Delling
- Sebastian Anton Delling
- Ludwig Benno von Reindl
- Anton Sebastian von Zech
- Joseph Benno Kreittmayr
- Christian Friedrich Pfeffel (1761–1767)
- Michael Adam Bergmann (bis 1782)
- Carl Anton von Barth (1782–1797)
- Georg Karl von Sutner (1804)
- Franz Paul von Mittermayr (1804–1810)

## Bürgermeister (1818 bis heute)

### Erster Bürgermeister/Oberbürgermeister (1818–1945)
Mit dem Erlass eines neuen Gemeindeedikts im Jahre 1818 wurde ein Rechtskundiger aus dem Münchner Magistrat als Erster Bürgermeister bestimmt.
- Franz Paul von Mittermayr Mai 1818 – 6. Juli 1836
- Josef von Teng 7. Juli 1836 – 7. Dezember 1837
- Jakob Bauer 22. Januar 1838 – 4. August 1854
- Kaspar von Steinsdorf 25. Oktober 1854 – Mai 1870
- Alois von Erhardt (Liberale) 4. Juni 1870 – 27. Dezember 1887
- Johannes von Widenmayer 16. Februar 1888 – 30. April 1893
- Wilhelm Ritter von Borscht (Zentrum) 1. Mai 1893 – 15. Juni 1919 (ab 1907 Titel: Oberbürgermeister)
- Eduard Schmid (SPD) 26. Juni 1919 – 31. Dezember 1924
- Karl Scharnagl (BVP) 1. Januar 1925 – 31. März 1933 (ab 1926 Titel: Oberbürgermeister)
- Karl Fiehler (NSDAP) durch Ernennung, nicht durch freie Wahl: 20. März 1933 – 30. April 1945 (ab 1935 Titel: Oberbürgermeister)

### Amtierende Oberbürgermeister (seit 1945)
- Karl Scharnagl (CSU) 4. Mai 1945 – 30. Juni 1948
- Thomas Wimmer (SPD) 1. Juli 1948 – 3. Mai 1960
- Hans-Jochen Vogel (SPD) 3. Mai 1960 – 10. Juni 1972
- Georg Kronawitter (SPD) 11. Juni 1972 – 4. März 1978
- Erich Kiesl (CSU) 5. März 1978 – 17. März 1984
- Georg Kronawitter (SPD) 18. März 1984 – 30. Juni 1993
- Christian Ude (SPD) 12. September 1993 – 30. April 2014
- Dieter Reiter (SPD) seit 1. Mai 2014

### Zweiter Bürgermeister
- Josef von Utzschneider 1818–1823
- Jakob Klar 1823–1833
- Josef von Teng 1833–1836
- Kaspar von Steinsdorf 29. Mai 1837 – 1854
- Anton von Widder 1854–1870
- Johannes von Widenmayer 1870–1888
- Wilhelm von Borscht 9. Februar 1888 – 30. April 1893
- Philipp Brunner 1893–1914
- Otto Merkt 1914–1917
- Hans Küfner 1918–1934
- Karl Tempel 1934–1940 (1934–1935 Titel: Ständiger Vertreter des 1. Bürgermeisters; 1935–1940 Titel: Erster Beigeordneter Bürgermeister)
- Otto Hipp Mai–Juni 1945
- Franz Stadelmayer Juni–November 1945
- Thomas Wimmer Dezember 1945–1948
- Walther von Miller 1949–1956
- Adolf Hieber 1956–1960
- Georg Brauchle 1960–1968
- Hans Steinkohl 1968–1972
- Helmut Gittel 1972–1978
- Winfried Zehetmeier 1978–1990
- Christian Ude 1990–1993
- Gertraud Burkert 1993–2005
- Christine Strobl 1. Januar 2006 – 20. Mai 2014
- Josef Schmid 21. Mai 2014 – 4. November 2018
- Manuel Pretzl 27. November 2018 – 3. Mai 2020
- Katrin Habenschaden 4. Mai 2020 – 25. Oktober 2023
- Dominik Krause seit 26. Oktober 2023

### Dritter Bürgermeister
Ein 3. Bürgermeister wurde in München von 1945 bis 1947 und dann wieder ab 1960 bestellt.
- Thomas Wimmer August–November 1945
- Carljörg Lacherbauer Dezember 1945–Januar 1947
- Albert Bayerle 1960–1972
- Eckhart Müller-Heydenreich 1972–1978
- Helmut Gittel 1978–1984
- Klaus Hahnzog 1984–1990
- Sabine Csampai 1990–1996
- Hep Monatzeder 2. Mai 1996 – 20. Mai 2014
- Christine Strobl 21. Mai 2014 – 3. Mai 2020
- Verena Dietl seit 4. Mai 2020

### Übersicht über Amtszeiten
| Name                       | Amtszeit als Erster Bürgermeister | Amtszeit als Zweiter Bürgermeister | Amtszeit als Dritter Bürgermeister | Partei          | Bild |
| -------------------------- | --------------------------------- | ---------------------------------- | ---------------------------------- | --------------- | ---- |
| Franz Paul von Mittermayr  | 1818–1836                         | –                                  | –                                  | –               |      |
| Josef von Utzschneider     | –                                 | 1818–1823                          | –                                  | –               |      |
| Jakob Klar                 | –                                 | 1823–1833                          | –                                  | –               | –    |
| Josef von Teng             | 1836–1837                         | 1833–1836                          | –                                  | –               |      |
| Jakob Bauer                | 1838–1854                         | –                                  | –                                  | –               |      |
| Kaspar von Steinsdorf      | 1854–1870                         | 1837–1854                          | –                                  | –               |      |
| Anton von Widder           | –                                 | 1854–1870*/                        | –                                  | –               | –    |
| Alois von Erhardt          | 1870–1887                         | –                                  | –                                  | –               |      |
| Johannes von Widenmayer    | 1888–1893                         | 1870–1888                          | –                                  | –               |      |
| Wilhelm von Borscht        | 1893–1919                         | 1888–1893                          | –                                  | –               |      |
| Philipp Brunner            | –                                 | 1893–1914                          | –                                  | –               | –    |
| Otto Merkt                 | –                                 | 1914–1917                          | –                                  | –               |      |
| Hans Küfner                | –                                 | 1918–1934                          | –                                  | –               | –    |
| Eduard Schmid              | 1919–1924                         | –                                  | –                                  | SPD             | –    |
| Karl Scharnagl             | 1925–1933 und 1945–1948           | 1948–1949                          | –                                  | BVP und CSU     | –    |
| Karl Fiehler               | 1933–1945                         | –                                  | –                                  | NSDAP           |      |
| Karl Tempel                | –                                 | 1934–1940                          | –                                  | NSDAP           | –    |
| Otto Hipp                  | –                                 | Mai–Juni 1945                      | –                                  | –               | –    |
| Franz Stadelmayer          | –                                 | Juni–Nov. 1945                     | –                                  | –               | –    |
| Thomas Wimmer              | 1948–1960                         | 1945–1948                          | Aug.–Nov. 1945                     | SPD             | –    |
| Carljörg Lacherbauer       | –                                 | –                                  | Dez. 1945–Jan. 1947                | CSU             | –    |
| Walther von Miller         | –                                 | 1949–1956                          | –                                  | CSU             |      |
| Adolf Hieber               | –                                 | 1956–1960                          | –                                  | Bayernpartei    | –    |
| Hans-Jochen Vogel          | 1960–1972                         | –                                  | –                                  | SPD             |      |
| Georg Brauchle             | –                                 | 1960–1968                          | –                                  | CSU             | –    |
| Albert Bayerle             | –                                 | –                                  | 1960–1972                          | –               | –    |
| Hans Steinkohl             | –                                 | 1968–1972                          | –                                  | CSU             | –    |
| Georg Kronawitter          | 1972–1978 und 1984–1993           | –                                  | –                                  | SPD             |      |
| Helmut Gittel              | –                                 | 1972–1978                          | 1978–1984                          | SPD, später SRB | –    |
| Eckhart Müller-Heydenreich | –                                 | –                                  | 1972–1978                          | SPD (bis 1976)  | –    |
| Erich Kiesl                | 1978–1984                         | –                                  | –                                  | CSU             | –    |
| Winfried Zehetmeier        | –                                 | 1978–1990                          | –                                  | CSU             | –    |
| Klaus Hahnzog              | –                                 | –                                  | 1984–1990                          | SPD             |      |
| Christian Ude              | 1993–2014                         | 1990–1993                          | */                                 | SPD             |      |
| Sabine Csampai             | –                                 | –                                  | 1990–1996                          | Grüne           | –    |
| Gertraud Burkert           | –                                 | 1993–2005                          | –                                  | SPD             | –    |
| Hep Monatzeder             | –                                 | –                                  | 1996–2014                          | Grüne           |      |
| Christine Strobl           | –                                 | 2006–2014                          | 21. Mai 2014 bis 30. April 2020    | SPD             |      |
| Dieter Reiter              | seit 1. Mai 2014                  | –                                  | –                                  | SPD             |      |
| Josef Schmid               | –                                 | 21. Mai 2014 – 4. November 2018    | –                                  | CSU             |      |
| Manuel Pretzl              | –                                 | 27.11.2018 – 30.04.2020            | –                                  | CSU             | –    |
| Katrin Habenschaden        |                                   | 4.5.2020 – 25.10.2023              |                                    | Grüne           |      |
| Verena Dietl               |                                   |                                    | seit 4. Mai 2020                   | SPD             |      |
| Dominik Krause             |                                   | seit 26. Oktober 2023              |                                    | Grüne           |      |
| Gesamtzahl: 42             | 16                                | 26                                 | 9                                  | –               | –    |